# Hospital Real de Bethlem
El Hospital Real de Bethlem (Beckenham, Bromley, Londres) fue el segundo hospital psiquiátrico conocido en Europa, tras el Hospital d'Innoscents, Folls e Orats de Valencia. Fundado en 1247, y aunque ya no se encuentra en su ubicación original, se reconoce como la segunda institución especializada en enfermos mentales, siendo la primera, el Hospital de Valencia. Ha sido conocido como Santa María de Bethlem, Hospital de Bethlem, Hospital de Bethlehem y Bedlam (que en inglés tiene el significado de "casa de locos").
El hospital está hoy en día a la vanguardia del tratamiento psiquiátrico humano, aunque parte de su historia es conocida por su crueldad y trato inhumano.

## Historia
Bethlem ha formado parte de Londres desde 1246, cuando se erigía como un priorato para las hermanas y hermanos de la Orden de la Estrella de Bethlehem, de la que el edificio tomó su nombre. Su primera ubicación estaba en Bishopgate (en la actual estación de Liverpool Street).
En 1337 se convirtió en hospital, y comenzó a recibir enfermos mentales que eran tratados inhumanamente en 1357, aunque no fue hasta más tarde cuando se transformó en hospital psiquiátrico.
Los mapas de los primeros años del siglo XVI muestran Bedlam, cercano a Bishopgate, como un patio con unas pocas construcciones en piedra, una iglesia y un jardín. Las condiciones eran entonces espantosas, y el cuidado era poco más que moderado. Había 31 pacientes, estando los más violentos y peligrosos maniatados y encadenados al suelo o las paredes. A algunos se les permitía marcharse, e incluso mendigar.
Era un hospital Real, pero fue controlado por la ciudad de Londres desde 1557, y gestionado por el Gobierno de Bridewell. La gestión del día a día se dejaba en manos de un guardián, al que pagaban por cada paciente de su parroquia o sus familiares.
En 1598 una inspección revelaba negligencias: el "Gran Sótano" (pozo negro) requería drenarse, y los desagües de la cocina necesitaban reemplazo. En ese entonces la institución contaba con 20 pacientes, uno de los cuales estuvo internado 25 años.
En 1620, los pacientes de Bethlem se unieron y enviaron a la Cámara de los Lores una "Petición de la pobre gente distraída de la Casa de Bedlam" (haciendo referencia a las condiciones de los internos).
El hospital se volvió famoso y notorio por el brutal tratamiento mental al que se sometía a los enfermos. En 1675 Bedlam se trasladó a un nuevo edificio en Moorfields, diseñado por Robert Hooke, a las afueras de la ciudad. El dramaturgo Nathaniel Lee fue encarcelado durante cinco años en el hospital, escribiendo: «Me llamaron loco, y yo les llamé locos a ellos, y los maldije, y ellos me superaron en número».
Los lunáticos primero fueron llamados "pacientes" en 1700.  A petición del psiquiatra holandés Paul Vicent, que objetó que algunos enfermos mentales habían perdido su "condición humana" a causa de sus comportamientos salvajes e irracionales, finalmente se abrieron salas de "curables" e "incurables" de 1725 a 1734. En el siglo XVIII la gente solía ir a Bedlam solo a observar a los lunáticos; por un penique podían mirar dentro de las celdas, ver el espectáculo que llamaban "El show de Bethlehem" y reírse de sus payasadas. La entrada era libre el primer martes de cada mes. Solo en 1814 se registraron más de 96.000 visitas.

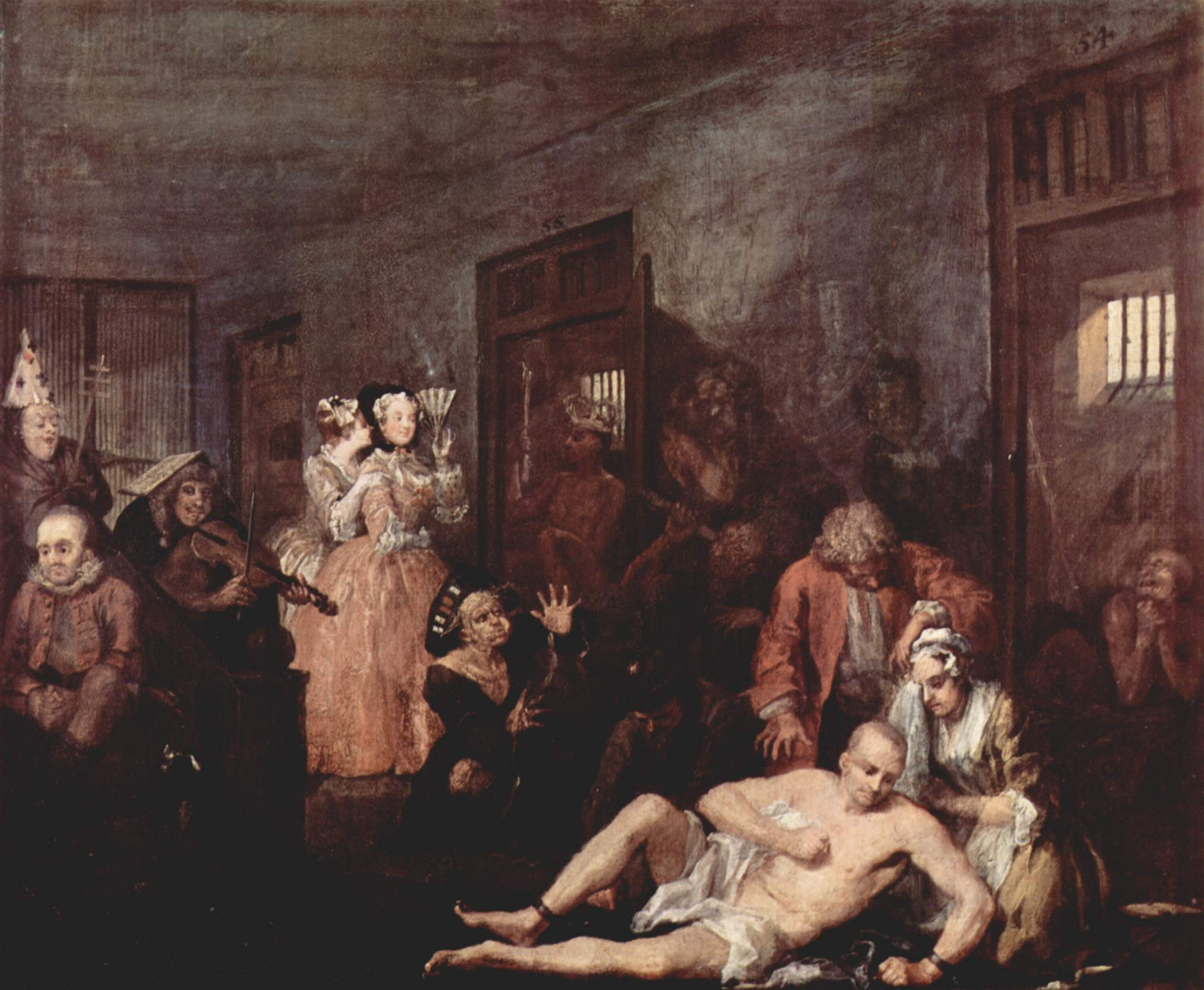
Escena de "A Rake's progress", de William Hogarth, en que se representa el hospital de Bethlem

El Bethlem del siglo XVIII fue retratado en una escena de William Hogart A Rake's Progress (traducido como "La vida de un libertino"), de 1735, que muestra en ocho imágenes la vida de Tom Rakewell, hijo de un rico comerciante, que malgasta su dinero en una vida de lujo, prostitutas, el juego y al final acaba su vida en Bedlam. Refleja la visión de una época en que la locura era resultado de debilidad moral.

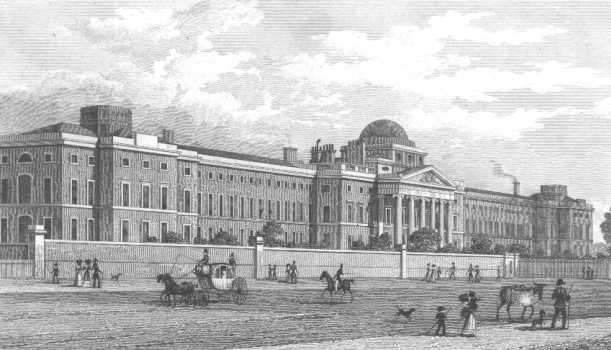
El hospital de Bethlem en los Campos de St George, 1828

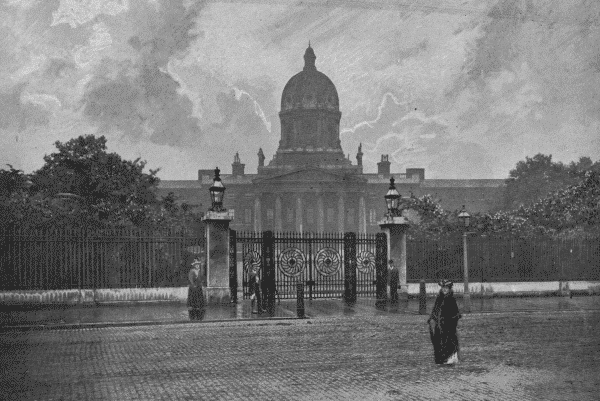
Vista del hospital, publicada en 1896

En 1815 Bedlam se movió a los Campos de St George, Southwark, a un edificio diseñado por James Lewis (añadiéndose una cúpula más tarde, diseñada por Sydney Smirke). Se referían a los internos como "desafortunados" y afirmaban que debían haber pasado un tiempo incómodo en su primer invierno allí; no había cristales en las ventanas, debido a los "peculiares y desagradables efluvios de todas las casas de locos". Este edificio contaba con una biblioteca como anexo, bastante frecuentada. Aunque existía separación por sexos, por las tardes se permitía bailar juntos en el salón de baile a quienes eran capaces de apreciar la música. En la capilla, una cortina separaba a los internos en función del sexo.
Finalmente, en 1930, el hospital se movió a otro suburbio de Londres, situándose en Monks Orchard House, entre el parque Eden, Beckenhan y Shirley. El viejo hospital y sus dependencias fueron adquiridas por lord Rothermere, que solicitó a la diputación provincial londinense que se transformase en parque; la parte central del edificio se convirtió en la sede del Museo Imperial de la Guerra en 1936.
Se cree que en el primer periodo de la era moderna a los pacientes dados de alta del hospital se les permitía mendigar, aunque en 1675 los gobernadores lo prohibieran. Se conocían como los hombres de Abraham, o Tom o'Bedlam. Normalmente portaban un platillo en su brazo a modo de chapa, y eran también conocidos como Bedlamers, Bedlamites, o los mendigos de Bedlam. En "El rey Lear" de Shakespeare, Edgar, el hijo del conde de Gloucester, asume el papel de Mendigo de Bedlam para pasar inadvertido tras su destierro.
En 1997 el hospital de Bethlem comenzó a planificar celebraciones por su historia con ocasión de su 750.º aniversario. La perspectiva del usuario no se incluyó, sin embargo, y miembros del movimiento de consumidores, supervivientes y expacientes no encontró motivo para celebrar nada, ni como el Bedlam original, ni como institución mental actual. Pete Shaugnessey, apoyado por cientos de pacientes y expacientes llevó a cabo una campaña llamada "Reclamar Bedlam", con gran repercusión mediática. El historiador Roy Porter calificó el hospital de Bethlem como un "símbolo de la poca humanidad humana, por insensibilidad y crueldad".

## Bethlem hoy

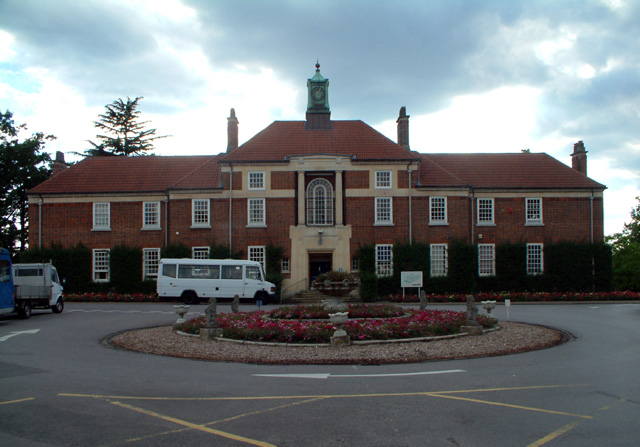
Bloque administrativo del hospital en la actualidad.

El Hospital Real de Bethlem es hoy en día parte de la Fundación Maudsley NHS y del Sur de Londres ("SLaM"), junto con el Hospital Maudsley de Camberwell.
SLaM cuenta con la documentación más extensa relacionada con la salud mental en el Reino Unido, y es líder mundial en investigación, trabajando junto con el Instituto de Psiquiatría King's College London, y las fundaciones Guy's and St Thomas' NHS y King's College Hospital NHS. Su objetivo es conseguir promocionar la salud en cuerpo y mente mediante una enseñanza bien desarrollada y un buen rol educacional. Este tipo de organización es bastante común entre hospitales y universidades de todo el mundo.
SLaM proporciona salud mental y servicios para personas que abusan de sustancias en Croydon, Lambeth, Southwark y Lewisham, junto con las instituciones de abuso de sustancias de Bexley, Greenwich y Bromley y los servicios de especialidades nacionales, como la Unidad Nacional de Psicosis del Reino Unido. Existe un amplio rango de servicios en el hospital, desde abuso de sustancias y desórdenes alimenticios, hasta unidades para niños y adolescentes.
El hospital también alberga un departamento de terapia ocupacional activa, bien conocido por su llamativo exterior y su enfoque artístico. El departamento también tiene su propia galería de arte, que expone el trabajo de los pacientes del momento y que muestra que muchos artistas notables han pasado por el hospital a lo largo de los años. Varios ejemplos de estos trabajos se encuentran en el museo de Bethlem.

## Museo y archivos
Desde 1970, hay un pequeño museo en el Hospital de Bethlem, que se abre al público entre semana. El museo es utilizado principalmente para exponer objetos de la exposición de arte del museo, que está especializada en los trabajos de los artistas que han sufrido problemas de salud mental. Algunas exposiciones incluyen estatuas y documentación de los archivos. Debido al tamaño del museo, solo una pequeña parte de las colecciones pueden ser expuestas a la vez, y por tanto las exhibiciones se rotan periódicamente.
El Hospital Real de Bethlem posee una extensa cantidad de archivos del hospital de Maudsley y algunos del hospital de Bridewell, algunos de los cuales se remontan al siglo XVI. Los archivos se pueden consultar solo con cita concertada, ateniéndose a las leyes de confidencialidad de los pacientes.